# Dig, Lazarus, Dig!!!
Dig, Lazarus, Dig!!! jest czternastym studyjnym albumem nagranym przez zespół Nick Cave and the Bad Seeds. Album był nagrywany pomiędzy czerwcem a lipcem 2007 w Londynie następnie zmiksowany przez Nicka Launaya, i w efekcie pojawił się w sklepach 3 marca 2008. Płyta została poprzedzona wydanym 18 lutego singlem z zawartym na nim tytułowym utworem „Dig, Lazarus, Dig!!!”.
Ten, album jest drugim, po odejściu wieloletniego członka zespołu Blixy Bargelda i został nagrany dokładnie w takim samym składzie jak poprzednie wydawnictwo Abattoir Blues/The Lyre of Orpheus, a więc Cave, Mick Harvey, Warren Ellis, Martyn P. Casey, Jim Sclavunos, Thomas Wydler, James Johnston and Conway Savage. Ten album, jest także pierwszym wydawnictwem od czasu nagrania płyty Grinderman, będącej pobocznym projektem Cave. Jest to o tyle ważne, gdyż w jednym z wywiadów Cave stwierdził, że nowy album będzie brzmiał jak „Grinderman”.
Na stronie internetowej zespołu Cave opisał swoje inspiracje podczas powstawania tego albumu:
"Gdy byłem dzieckiem, w kościele, kiedy usłyszałem przypowieść o Łazarzu (ang. Lazarus), byłem bardzo zaniepokojony. Było to, właściwie, przeżycie traumatyczne dla mnie. My wszyscy, oczywiście, mamy pełny szacunek dla jednego z największych cudów Chrystusa - wskrzeszenie zmarłego, ale ja nie mogłem, nie zastanawiać się jak czuł się Łazarz. Szczerze mówiąc, gdy byłem dzieckiem na samą myśl o tym, przechodziły mi dreszcze. Aby dodać więcej nastroju przygnębienia w utworze, umieściłem Łazarza, w dzisiejszych czasach, w Nowym Jorku. Poza tym myślałem o Harrym Houdinim, który spędził wiele czasu na demaskowaniu spirytualistów, okradających naiwnych ludzi. Wierzył on, że nic się nie dzieje poza grobem. Był drugim wielkim specjalistą od ucieczek, gdyż Łazarz był pierwszym, oczywiście. Chciałem stworzyć rodzaj pojazdu, medium, dla Houdiniego aby przemówił do nas spoza grobu."
Drugi singel został wydany 12 maja a tytuł „More News from Nowhere” został zaczerpnięty z pracy autorstwa Williama Morrisa z roku 1890 utopijnego socjalisty.

## Lista utworów
1. „Dig, Lazarus, Dig!!!” – 4:12 (Cave)
2. „Today’s Lesson” – 4:41 (Cave)
3. „Moonland” – 3:54 (Cave/Ellis/Casey/Sclavunos)
4. „Night of the Lotus Eaters” – 4:53 (Cave/Ellis)
5. „Albert Goes West” – 3:32 (Cave/Ellis)
6. „We Call Upon the Author” – 5:12 (Cave/Ellis)
7. „Hold on to Yourself” – 5:51 (Cave/Ellis/Casey/Sclavunos)
8. „Lie Down Here (& Be My Girl)” – 4:58 (Cave)
9. „Jesus of the Moon” – 3:22 (Cave)
10. „Midnight Man” – 5:07 (Cave)
11. „More News from Nowhere” – 7:58 (Cave/Ellis/Casey/Sclavunos)

## Skład zespołu
- Nick Cave – śpiew, instrumenty klawiszowe, gitara, tamburyn, harmonijka ustna
- Martyn P. Casey – gitara basowa
- Thomas Wydler – perkusja, tamburn, bębny
- Warren Ellis – altówka, gitara elektryczna, fortepian, flet, mandolina
- Mick Harvey – gitara elektryczna, gitara akustyczna, gitara basowa, organy
- Jim Sclavunos – perkusja, instrumenty perkusyjne
- James Johnston – organy, gitara elektryczna

## Pozycje na listach
| Lista | Kraj   | Pozycja |
| ----- | ------ | ------- |
| OLiS  | Polska | 19      |